# Armia Polska w Kraju
Armia Polska w Kraju – organizacja zbrojna polskiego podziemia niepodległościowego i antykomunistycznego działająca w latach 1946–1947 na terenie województwa krakowskiego.

## Zarys historyczny
Pomysłodawcą, założycielem oraz komendantem Armii Polskiej w Kraju był były komendant Inspektoratu Kraków Armii Krajowej Aleksander Delman (ps. „Dziadek”, „Urban”, „Stasiak”). Delman za przynależność do AK był więziony przez Urząd Bezpieczeństwa do marca 1946 roku. Po wyjściu z więzienia rozpoczął tworzenie organizacji, która miała stać się oparciem, zapleczem oraz koordynatorem zbrojnych działań oddziałów antykomunistycznych. Nazwa organizacji wskazywała, że jest ona krajową reprezentacją Polskich Sił Zbrojnych na Zachodzie. W rzeczywistości jednak, pozostało to tylko intencją jej założycieli i miało znaczenie propagandowe.  
APwK udało się rozpocząć działalność w powiecie wadowickim, myślenickim i miejskim krakowskim. Sztab Armii mieścił się w Krakowie (od czerwca 1946). Dowództwu APwK podporządkowało się m.in. zgrupowanie Mieczysława Wądolnego ps. „Granit” vel „Mściciel” „Burza”, a także zgrupowanie Józefa Kurasia ps. „Ogień” „Błyskawica”, choć w tym drugim przypadku była to zależność raczej symboliczna. Pod koniec czerwca 1946 Komenda Główna APwK mianowała „Ognia” komendantem swoich oddziałów bojowych na Podhalu. 
APwK mając ambicje stać się organizacją ogólnopolską podejmowała próby tworzenia siatki organizacyjnej na południu kraju, tj. na Górnym i Dolnym Śląsku. Na Śląsku siatkę informacyjną, której zadaniem był wywiad polityczny i gospodarczy oraz typowanie obiektów do akcji ekspropriacyjnych zorganizował zastępca Mieczysława Wądolnego Hieronim Wolniak ps. „Samotny”. Grupa liczyła kilkanaście osób i działała w powiatach gliwickim oraz kłodzkim. 
W styczniu 1947 roku siatka cywilna APwK została rozbita przez Urząd Bezpieczeństwa, a jej członków aresztowano. Rozbicie oddziałów leśnych Armii Polskiej w Kraju – w tym zgrupowań „Ognia” i „Mściciela” – nastąpiło w tym samym czasie. Symbolicznym końcem jej działalności było ujawnienie się Delmana w ramach przeprowadzonej przez komunistów amnestii w 1947 roku.